# Championnat d'Italie de Supertourisme
Le Championnat d'Italie de Supertourisme (ou Campionato Italiano Superturismo) était un championnat italien de courses automobiles sur circuits réservé à des voitures de tourisme dites de Supertourisme de 1993 à 1999 (voitures de spécificité S1-S2 et D2).
Jusqu'en 1999, la lutte se résume essentiellement aux deux constructeurs Alfa Romeo et BMW, avec un intermède durant trois ans sur 4 roues motrices grâce à Audi, la Rai et TMC couvrant régulièrement la saison 1994. 1998 sonne le glas du Supertourisme italien, pour cause d'investissement de fonds publics dans la promotion du championnat.
En 2000 et 2001 il devient le support -avec l'accord de la  FIA- pour la création de la Coupe d'Europe de Supertourisme, en vue de l'apparition d'un nouveau Championnat d'Europe FIA des voitures de tourisme, ou ETCC, tenant lieu de fait durant deux ans d'officieux championnat national, car la majorité des courses se déroule encore essentiellement en Italie avec de fait surtout des pilotes italiens, le champion désigné durant les deux années de transition étant aussi italien en la personne de Fabrizio Giovanardi.
À partir de 2002 des voitures moins onéreuses, de tourisme 2 litres sous règlementation Super 2000, prennent le relais à l'échelle européenne, un partenariat existant entre la FIA, Eurosport, Alfa Romeo et BMW pour créer l'ETCC. L'ancienne Super Production disparait définitivement, et l'Italie se dote désormais d'un nouveau championnat appelé "Superproduzione", aux voitures SP cependant moins développées qu'en ETCC. En 2004 les engagés en championnat, peu nombreux, évoluent même exclusivement sur des Alfa Romeo 147.
Avec l'arrivée du WTCC en 2005, le championnat italien se relance en adoptant exactement les règles Super 2000 afférentes au Supertourisme. Seat rejoint la formule italienne en 2006 en s'imposant d'emblée. En 2007 le promoteur devient Peroni Promotion basé à Rome, qui change l'intitulé du championnat en  Italian Touring Car Competition (ITCC). Malgré tout le nombre d'engagés périclite de nouveau, plusieurs équipes rejoignant le WTCC ou les Superstars Series italiennes, qui cohabitent désormais seules après 2008 avec le nouveau Championnat d'Italie d'endurance des voitures de tourisme, l'ITCC terminant son existence éphémère sous la forme d'un Driver's Trophy tourisme.

## Palmarès

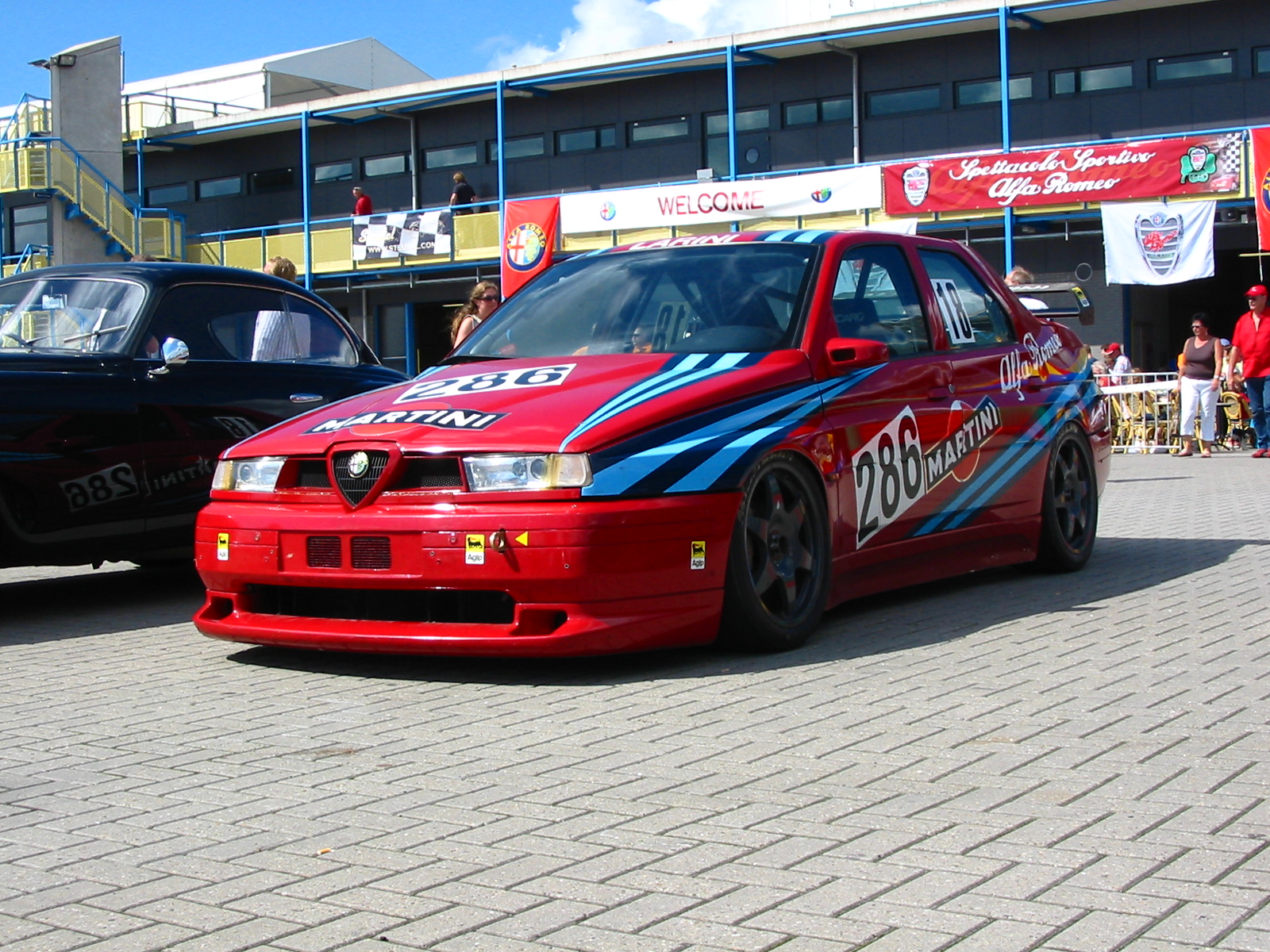
Une Alfa Romeo 155 GTA.

| Championnat                                | Année | Champion                                     | Équipe championne |
| ------------------------------------------ | ----- | -------------------------------------------- | ----------------- |
| Championnat d'Italie de Supertourisme      | 1987  | Michele Di Gioia (BMW M3)                    | -                 |
| Championnat d'Italie de Supertourisme      | 1988  | Gianfranco Brancatelli (Alfa Romeo 75 Turbo) | -                 |
| Championnat d'Italie de Supertourisme      | 1989  | Johnny Cecotto (BMW M3)                      | -                 |
| Championnat d'Italie de Supertourisme      | 1990  | Roberto Ravaglia (BMW M3)                    | -                 |
| Championnat d'Italie de Supertourisme      | 1991  | Roberto Ravaglia (BMW M3)                    | -                 |
| Championnat d'Italie de Supertourisme      | 1992  | Nicola Larini (Alfa Romeo 155 GTA)           | -                 |
| Championnat d'Italie de Supertourisme      | 1993  | Roberto Ravaglia (BMW 318i)                  | -                 |
| Championnat d'Italie de Supertourisme      | 1994  | Emanuele Pirro (Audi 80 Quattro)             | -                 |
| Championnat d'Italie de Supertourisme      | 1995  | Emanuele Pirro (Audi A4 Quattro)             | -                 |
| Championnat d'Italie de Supertourisme      | 1996  | Rinaldo Capello (Audi A4 Quattro)            | -                 |
| Championnat d'Italie de Supertourisme      | 1997  | Emanuele Naspetti (BMW 320i)                 | -                 |
| Championnat d'Italie de Supertourisme      | 1998  | Fabrizio Giovanardi (Alfa Romeo 156)         | -                 |
| Championnat d'Italie de Supertourisme      | 1999  | Fabrizio Giovanardi (Alfa Romeo 156)         | -                 |
| Coupe d'Europe de Supertourisme (Euro STC) | 2000  | Fabrizio Giovanardi (Alfa Romeo 156)         | -                 |
| Coupe d'Europe de Supertourisme (Euro STC) | 2001  | Fabrizio Giovanardi (Alfa Romeo 156)         | -                 |
| Championnat d'Italie de Super Production   | 2002  | Massimo Pigoli (BMW 320i)                    | -                 |
| Championnat d'Italie de Super Production   | 2003  | Salvatore Tavano (Alfa Romeo 147)            | -                 |
| Championnat d'Italie de Super Production   | 2004  | Adriano de Micheli (Alfa Romeo 147)          | -                 |
| Championnat d'Italie "Superturismo"        | 2005  | Alessandro Zanardi (BMW 320i)                | ROAL Motorsport   |
| Championnat d'Italie "Superturismo"        | 2006  | Roberto Colciago (Seat León)                 | SEAT Sport Italia |
| Italian Touring Car Competition            | 2007  | Cesare Cremonesi (BMW 320i)                  | Arsenio Corse     |
| Italian Touring Car Competition            | 2008  | Massimo Arduini (Honda Accord)               | Team Mercury GPS  |